# برنابي باراجان
برنابي باراجان هو لاعب كرة قدم كاميروني يلعب كحارس مرمي مع نادي لألباسيتي بالومبي.